# Калоња (Новара)
Калоња је насеље у Италији у округу Новара, региону Пијемонт.
Према процени из 2011. у насељу је живело 69 становника. Насеље се налази на надморској висини од 518 м.